# Marcia Pointon
Marcia Rachel Pointon (* 1943) ist eine britische Kunsthistorikerin, Publizistin und emeritierte Professorin.

## Leben und Werk
Marcia Pointon studierte Kunstgeschichte und Englische Literatur an der  University of Manchester, wo sie 1967 den Master machte und 1974 promovierte. 2003 erhielt sie einen weiteren Doktorgrad. Sie wurde 1989 als Professorin für Kunstgeschichte an die University of Sussex berufen. Von 1992 bis zu ihrer Emeritierung war Pointon Pilkington Professor für Kunstgeschichte an der University of Manchester.
Pointon ist Mitglied des  Research Forum's des Courtauld Institute of Art, der  Public Catalogue Foundation und des Oil Paintings Expert Network der University of Glasgow.
Als Autorin widmet sie sich der Geschichte der britischen Kunst, Porträts, Landschaft, der Darstellung des Körpers, Geschlechterstudien und der Kulturgeschichte des Schmucks.
Pointon ist seit 2002 freiberuflich tätig und lebt in London und der Toscana.

## Titel
- Professor Emeritus, The University of Manchester
- Research Fellow, Courtauld Institute of Art, Universität London
- Senior Research Professor, Norwich University of the Arts
- Honory Professor, University of Brighton

## Auszeichnungen
- 2011: Paul Mellon Centre for Studies in British Art, author’s grant
- 2008: Leverhulme Research Fellow, National Portrait Gallery, London
- 2006: Senior Research Fellow, Paul Mellon Centre for Studies in British Art
- 2005: Fellowship Getty Research Centre, Los Angeles
- 2004: Fellowship, Yale Center for British Art
- 2004: Visiting Fellow, Clark Art Institute, Williamstown, MA

## Veröffentlichungen (Auswahl)
- Portrayal and the Search for Identity. Reaktion Books, London 2013, ISBN 978-1-78023-041-2.
- Brilliant Effects: A Cultural History of Gem Stones and Jewellery. Yale University Press, New Haven / London 2009, ISBN 978-0-300-14278-5[4]
- William Hogarth’s “Sigismunda” in Focus. Tate Publishing, London 2000.
- Strategies for Showing: Women, Possession and Representation in English Visual Culture 1650–1800. OUP, Oxford 1997, S. 439 M.
- Art Apart: Art Institutions and Ideology across England and North America. Manchester University Press, 1994.
- Hanging the Head: Portraiture and Social Formation in Eighteenth-Century England. Yale University Press, 1993.
- mit K. Adler (Hrsg.): The Body Imaged: Representation and the Human Body since the Renaissance. Cambridge University Press, 1993.
- Naked Authority: The Body in Western Painting 1830–1906. Cambridge University Press, 1990, S. 160.
- Pre-Raphaelities Re-viewed. Manchester University Press, 1989 (with contributions by Pointon: introd. and two chapters), S. 168.
- mit William Mulready: Victoria and Albert Museum. 1986.
- Bonington, Francia and William Wyld. Batsford Books in association with the Victoria and Albert Museum, 1986, S. 191.
- Bonington Circle: English Watercolour and Anglo-French Landscape, 1790–1855. The Hendon Press, 1985, S. 164.
- History of Art: A Students’ Handbook. 1980, ISBN 0-415-15181-3.
- William Dyce RA 1806–64. A Critical Biography. Oxford University Press, 1979, S. 229.
- Milton and English Art. Manchester University Press, 1970, S. 276.